# Adolf Müller (General)
Ernst Gottlob Adolf Müller (* 22. Mai 1855 in Euba; † 4. November 1930 in Dresden) war ein sächsischer Generalleutnant.

## Leben
Adolf Müller trat am 14. April 1872 als Avantageur in das 5. Infanterie-Regiment „Prinz Friedrich August“ Nr. 104 der Sächsischen Armee in Zwickau ein. Er avancierte am 11. September 1873 zum Sekondeleutnant, wirkte 1877/81 als Adjutant des II. Bataillons und stieg in dieser Eigenschaft am 16. April 1880 zum Premierleutnant auf. Als solcher war er 1883/86 Regimentsadjutant. Am 1. April 1887 wurde er Hauptmann und Chef der 11. Kompanie. In gleicher Eigenschaft folgte ab Ende Juni 1888 eine Verwendung im 1. Jäger-Bataillon Nr. 12. Nachdem Müller am 20. September 1894 zum überzähligen Major aufrückte, wurde er à la suite seines Bataillons gestellt und zum Vorstand der Arbeiter-Abteilung ernannt. Nachfolgend wurde er am 20. April 1895 Kommandeur des II. Bataillons im 4. Infanterie-Regiment Nr. 103. Mit der Beförderung zum Oberstleutnant kam er am 25. Mai 1899 als etatmäßiger Stabsoffizier in das 3. Infanterie-Regiment Nr. 102 „Prinzregent Luitpold von Bayern“. Am 22. März 1902 wurde er zum Oberst befördert und zum Kommandeur des 12. Infanterie-Regiments Nr. 177 ernannt. Nach weiterer Beförderung zum Generalmajor am 20. April 1906 gab er sein Regiment an Oberst Franz von Schönberg ab und erhielt das Kommando über die 8. Infanterie-Brigade Nr. 89. 
Mit Patent vom 14. August 1909 wurde Müller am 23. März 1910 zum Generalleutnant befördert und vom 1. April ab zur Vertretung des beurlaubten Kommandeurs der 2. Division Nr. 24 nach Leipzig kommandiert. Vom 11. Juli 1910 bis zum 22. September 1911 war er Kommandeur dieses Großverbandes und wurde anschließend in Genehmigung seines Abschiedsgesuches unter Verleihung des Großkreuzes des Albrechts-Ordens mit Pension zur Disposition gestellt.
Nach Ausbruch des Ersten Weltkriegs wurde Müller als z.D.-Offizier wiederverwendet und war kurzzeitig Kommandeur der 19. Ersatz-Division, bevor er am 22. August 1914 das Kommando krankheitsbedingt an Generalleutnant Otto von Tettenborn übergab.